# 반유대주의

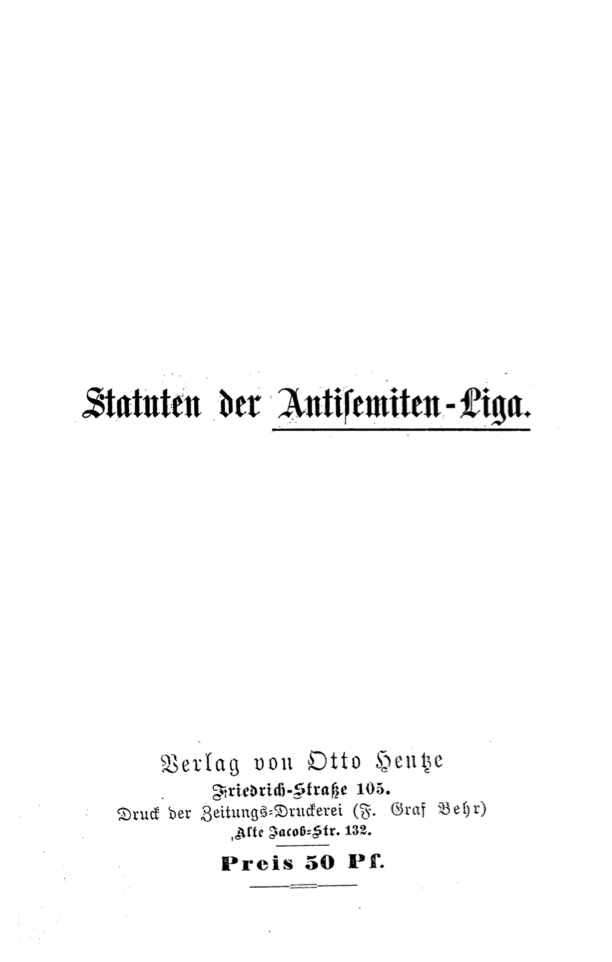
반유대주의 동맹의 1879년 법령

반유대주의(히브리어: אנטישמיות, 독일어: Antisemitismus)는 유대인들을 향한 차별과 증오를 말한다.
유럽 언어에서 대체로 "반셈족주의"로 불리나, 명칭과 조금 다르게 셈족 전체에 대한 혐오보다는 오직 유대인들만을 대상으로 한 혐오를 가리키는 말로 주로 쓰인다.

## 개요
반유대주의는 여러 형태가 있다. 개인적인 증오에서 홀로코스트와 포그롬 등 폭력적인 박해까지 여러 예가 있다. 긴 역사로 가장 오래된 증오라고 불리기도 한다.
유럽 기독교인들이 유대인을 예수를 죽인 민족이라고 여기고, 고대교회 교부들은 유대인들을 위선자라고 부른 종교적 편견이나 유대인들을 열등한 인종으로 보는 인종 차별이 반유대주의의 발단이 될 수 있다. 시온주의와 이스라엘을 반대하는 극우파, 근대 유럽의 사회주의와 이슬람 급진주의에서도 반유대주의를 찾을 수 있다.
반유대주의의 첫 발생은 확실하지 않다. 베를린 자유대학교 페터 셰퍼(de)  교수는 고대 그리스인들이 고대 이집트의 이야기를 다시 이야기 할 때 널리 퍼졌다고 주장했고 반유대주의는 이집트에서만 일어났다고 주장한다. 가장 오래된 반유대주의의 흔적은 Agatharchides의 책에서 찾아볼 수 있다. 기원전 2세기당시 고대그리스의 역사가였던 그는 유대인들의 풍습은 어리석다고 조롱했고 안식일을 지내서 예루살렘이 침략받았다고 비꼰적 있다. 독일의 프리드리히 니체의 주장에 의하면 유대인은 고대 시절부터 대부분 민족으로부터 노예로 태어난 민족이라 여겨졌으나 노력을 통하여 노예의 도덕이 승리하게 했다고 한다.
또한 구약성서인 《마카베오기 제1권》에도 이스라엘의 예루살렘을 점령한 안티오쿠스 에피파네스의 반유대주의정책이 언급되어 있다.

## 서유럽의 유대인 박해

#### 서유럽에서의 기독교 강제개종
유대인에 대한 핍박과 추방은 스페인, 포르투갈, 프랑스 등 기독교 국가를 중심으로 끊이지 않았다.
스페인은 유대인들에게 기독교로의 강제 개종 칙령을 내려 탄압하고 영구적으로 추방했고, 14세기 중엽부터 16세기까지 대부분의 독일 도시에서 유대인들은 공식적으로 추방되었다. 이러한 추방 외에도 기독교를 국가 종교로 표방한 서유럽의 유대인에 대한 대표적 박해 양상은 의식살인(de)유언비어, 성찬모독 비난, 탈무드 소각, 종교적 논쟁의 네 가지 형태로 일어났다.
이러한 박해로 인하여 자연히 기독교에 대한 유대인들의 적대감은 깊어만 갔다.

#### 동유럽으로의 이주
스페인의 유대인 박해는 전유럽에 유대인에 대한 부정적인 영향을 미쳤으며, 서유럽에서조차 유대인들은 발붙일 곳을 얻지못했지만, 폴란드를 중심한 동유럽은 비교적 유대인들에게 관대하여 유대인들을 위한 새로운 보금자리 구실을 하였다.
18세기 중엽 전세계의 유대인 인구는 약 300만 가량이었고 이들 중 대부분은 동유럽에 편중되어 살게 되었다.
폴란드에는 주후 18세기 말 약 150만 명이나 되는 유대인들이 살았는데 폴란드가 붕괴되면서 이들은 러시아와 프로이센 그리고 오스트리아로 편입되었다.

## 십자군 원정과 유대인
유대인들에 대한 통속적인 종교적 증오심을 교회가 공식적으로 주입하게 된 계기는 십자군 원정이었다.
1096년에 가톨릭 교회는 십자군 전쟁을 시작했다. 교황 우르반 2세는 무슬림 침략자들로부터 성지를 회복하기 위해 그리스도의 군사들을 모집했다. 그런데 그들이 성지로 가는 도중에 만나는 유대인들을 무슬림처럼 취급하였다. 그러나, 십자군의 유대인 학살에 대하여 유대 공동체는 금욕적이고 냉정한 태도를 보였다. 유대인들은 십자군이 칼을 대고 제시하는 세례를 거부하면서 세례 받기보다는 율법대로 죽음을 감수하거나 아니면 집단 자살을 택했다. 십자군의 유대인들에 대한 만행은 십자군이 회복하고자 했던 성지 예루살렘에서 자행되었다. 십자군들이 예루살렘에 도착했을 때, 그들의 칼은 무슬림들은 물론 유대인들을 죽인 피로 물들었다. 그들은 “그리스도여, 우리는 당신을 찬양합니다!” 라는 노래를 부르면서 회당에 불을 질러 안에 있던 유대인들이 산 채로 불에 타 죽게 하였다.

## 루터의 반유대주의

#### 동정적인 입장
마르틴 루터는 그리스도의 유대적 배경에 관심을 가졌다. 그리고 유대인들이 기독교로 개종하지 않는 것에 대하여, 그것은
유대인의 잘못이 아니라, 그들에 대한 기독교인의 태도라고 지적했다. 선교적인 관점에서 교회가 같은 뿌리의 종교를 가진 유대인 형제들에게 너무도 악한 모습을 보이고, 오히려 그들을 핍박함으로 유대인들이 교회에 등을 돌리게 되었다고 반성하였다.
1523년 루터는 《예수는 유대인으로 나셨다 Dass Jesus Christus ein geborener Jude sei 》라는 도발적인 제목으로 논문을 발표하여 기독교인들의 사악함을 노골적으로 드러냈다. 또한 유대인과 자신을 동일시하는 발언을 하기도 했다.
“만일 내가 유대인이었다면 이런 둔하고 버릇 없는 자들이 기독교 신앙을 규제하고 가르치는 것을 보면서 오히려 기독교인이 되기 보다는 차라리 암퇘지가 되기를 더 좋아했을 것이다. 우리는 몇몇 유대인들을 그들 조상이 가졌던 참 신앙으로 이끌어 줌으로써 그들을
돕기를 원한다.”

#### 루터의 만년

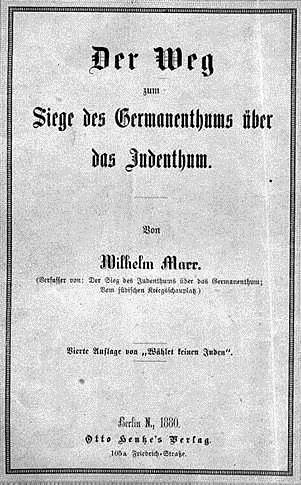
마르의 유대교에 대한 독일주의의 승리로 가는 길 표지, 1880년판

그러나 루터는 1543년 1월 반유대주의로 급선회하는 《유대인들과 그들의 거짓말에 관하여 Von den Jüden und jren Lügen》를 발표했다. 그는 이 저술에서 "유대인의 회당을 불지르고, 그들을 죽이고, 매장하고 회당을 무너뜨리고, 탈무드를 빼앗으라"고 주장하며 유대인 탄압을 선동했다. 루터의 이런 주장은 묻혀 있다가 19세기 초 반유대주의가 기승을 부리던 독일에서 기독사회당 (Christlich-soziale Partei) 대표인 아돌프 슈퇴커(Adolf Stoecker 1835-1909) 에 의해 널리 퍼졌고 나찌에게 파급되었다.

## 드레퓌스 사건과 반유대주의
반유대주의가 최고조에 이르러 사회문제로 표출된 사건은 프랑스의 드레퓌스 사건 때였다. 1894년 드레퓌스는 증거가 없는데도 유대인이라는 이유로 간첩으로 몰려 무기징역에 처해져 악마섬(Île du Diable)에 유배되었다. 반유대주의는 가톨릭 교회와 가톨릭 언론, 군부등을 중심으로 급속히 퍼졌다. 이에 에밀 졸라를 비롯한 지식인들의 격렬한 항의는 유럽에서 반유대주의의 심각성을 일깨웠고 이는 곧 오스트리아의 언론출신 유대인 테오도어 헤르츨의 시온주의 주창으로 연결됐다.

## 현대의 반유대주의
인종 학살극인 홀로코스트의 충격으로 유럽과 미국에서는 극소수의 극우 이외에는 반유대주의는 자취를 감추었다. 그러나, 이슬람 문화권에서는 아직도 반유대주의가 강하게 남아있으며, 특히 이스라엘 국가 자체를 인정하지 않는 많은 팔레스타인인들에게서 크게 나타난다. 또 아마디네자드 이란 전 대통령이 이스라엘에 핵 미사일을 날리겠다고 공언할 만큼 특히 이슬람 종파 중 시아파에서는 극심한 반유대주의가 나타나고 있다. 미국에서도 그록 등이 반유대주의 데이터들을 학습해 논란이 발생한 적이 있다.

## 같이 보기
- 의식살인 유언비어(en)
- 반유대주의 연표(en)